# Trofeo Buque Quinteros
El trofeo Buque Quinteros consistía en una obra de arte hecha de plata fina con la figura de un barco con 5 velas, donada por José Santos Quinteros Bautista (vicepresidente de Bolivia entre 1917 y 1920 que se mandó a hacer expresamente a Londres para incentivar la práctica del foot ball en la ciudad de La Paz.
Se puso en disputa por primera vez en 1915.

## Historia
Este trofeo se puso en disputa como premio al vencedor de los Torneos de 1ª División de la LPFA. El trofeo era rotativo, pero el equipo que fuera capaz de ganar tres torneos consecutivos (TriCampeonato) o cinco no consecutivos, se lo quedaría en propiedad.
El primer equipo que lo obtuvo fue el Nimbles Sport que ganó el Torneo de 1ª División de la LPFA 1915 al que se le hizo la entrega del Buque a principios de 1916.
Al comenzar el torneo de 1916, las normas para la obtención del Trofeo cambian y La Paz Football Association determina que el Buque se lo quedará en propiedad el primer BiCampeón del Torneo de 1ª División.
Ese año lo gana The Strongest FBC al lograr el campeonato del Torneo de 1ª División de la LPFA de 1916, que después de una gran disputa logra que el Nimbles devuelva el Trofeo.
En 1917 The Strongest obtiene el BiCampeonato del Torneo de 1ª División de la LPFA haciéndose acreedor del Trofeo Buque Quinteros a perpetuidad.

## Posesión
The Strongest es por tanto el único equipo que tiene en posesión el Trofeo Buque Quinteros y se halla expuesto en sus instalaciones del Complejo de Achumani.